# Mümliswil-Ramiswil
Mümliswil-Ramiswil ist eine politische Gemeinde im Bezirk Thal des Kantons Solothurn in der Schweiz.

## Geographie

Luftbild (1947)

Mümliswil liegt auf 556 m ü. M., 3 km nördlich des Bezirkshauptortes Balsthal (Luftlinie). Das Haufendorf erstreckt sich in einem weiten Talkessel am Zusammenfluss von Ramiswiler Bach, Limmerenbach und Rickenbächli, am oberen Eingang in die Klus von Lobisei, am Südfuss der Höhen des Passwangs im Solothurner Jura.
Mit einer Fläche von 35,5 km² besitzt Mümliswil-Ramiswil das grösste Gemeindegebiet des Kantons Solothurn. Es umfasst den gesamten Einzugsbereich des Guldentals, eines Längstals im Solothurner Jura. Der westliche Abschnitt des Gebietes gehört zum Guldental, das durch den Ramiswiler Bach, das grösste Fliessgewässer der Gemeinde, entwässert wird. Eingebettet ist die breite Talsenke zwischen den Antiklinalen der Passwangkette im Norden und der Brunnersbergkette im Süden. Besonders in seinem oberen Teil weist der Talquerschnitt eine klar asymmetrische Form auf. Der nördliche Talhang (der so genannte Sunnenberg) ist sehr steil, dicht bewaldet und teilweise von Felsbändern durchzogen. Demgegenüber weist der südliche Talhang (Schattenberg) geringere Hangneigungen, ausgedehnte Weideflächen und Geländevorsprünge auf. Die südliche Gemeindegrenze liegt meist nicht auf der Wasserscheide der Brunnersbergkette (beim Kleinen Brunnersberg 1100 m ü. M.), sondern ist leicht gegen das Guldental hin verschoben. Den westlichen Abschluss des Guldentals und des Gemeindegebietes bildet der Scheltenpass (1051 m ü. M.), der eine Verbindung ins Delsberger Becken herstellt.
Der Limmerenbach hat im Lauf der Zeit einen grossen Ausräumungskessel in der Passwangkette geschaffen. Er fliesst durch eine Schlucht von Norden her in den Talkessel von Mümliswil. Im Bereich des Quellgebietes dieses Baches befinden sich die höchsten Erhebungen der Gemeinde, nämlich der Passwang (Vogelberg) (1204 m ü. M.), die südlich vorgelagerte Rotisegg (1160 m ü. M.) und das Chellenchöpfli (1157 m ü. M.). Ein kleiner Anteil des Gemeindebannes liegt nördlich dieses Kammes im Quellgebiet der Lüssel sowie der Hinteren Frenke.
Von Osten her mündet das Rickenbächli in den Mümliswiler Talkessel. Es entspringt an der Breitehöchi, einem Passübergang zwischen den Höhen von Helfenberg (1126 m ü. M.) im Norden und Beretenchopf (1106 m ü. M.) im Süden, und bildet geologisch gesehen die östliche Fortsetzung der Synklinalen des Guldentals.
Bei Mümliswil fliessen die drei Bäche zusammen. Der nun Mümliswiler Bach genannte Fluss durchbricht in der Klus von Lobisei, einem typischen Juraquertal mit schroffen Felsabstürzen, die Antiklinale der Hauensteinkette zwischen dem Oberberg und dem Beretenchopf und erreicht bei der Ruine Neu-Falkenstein (knapp ausserhalb des Gemeindegebietes) das Balsthalertal. Von der Gemeindefläche entfielen 1997 5 % auf Siedlungen, 45 % auf Wald und Gehölze und 50 % auf Landwirtschaft.
Die Gemeinde besteht aus dem Siedlungsschwerpunkt Mümliswil (556 m ü. M.) im Talkessel nördlich der Klus von Lobisei, dem Bauerndorf Ramiswil (637 m ü. M.) im Guldental am Südfuss des Passwangs, dem Weiler Reckenchien (689 m ü. M.) am unteren Südhang der Rotisegg sowie zahlreichen Hofgruppen und Einzelhöfen, die weit verstreut im Talkessel und auf den Jurahöhen liegen. Nachbargemeinden von Mümliswil-Ramiswil sind Holderbank, Balsthal, Laupersdorf, Matzendorf, Aedermannsdorf und Beinwil im Kanton Solothurn sowie Lauwil, Reigoldswil, Waldenburg und Langenbruck im Kanton Basel-Landschaft.

## Politik

### Exekutive
Die Exekutive besteht aus einem 9-köpfigen Gemeinderat (inklusive Gemeindepräsident), die Sitze verteilten sich wie folgt:
- CVP: 6
- FDP: 1
- SVP: 2

| Partei                              | 2017 | 2021 |
| ----------------------------------- | ---- | ---- |
| Christlichdemokratische Volkspartei | 5    | 6    |
| FDP.Die Liberalen                   | 2    | 1    |
| Schweizerische Volkspartei          | 2    | 2    |

### Gemeindepräsident
Seit 1998 bekleidet Kurt Bloch (CVP) das Amt des Gemeindepräsidenten von Mümliswil-Ramiswil.

## Bevölkerung
| Bevölkerungsentwicklung | Bevölkerungsentwicklung |
| Jahr                    | Einwohner               |
| ----------------------- | ----------------------- |
| 1850                    | 1580                    |
| 1900                    | 1820                    |
| 1950                    | 2680                    |
| 1980                    | 2386                    |
| 2000                    | 2582                    |
| 2010                    | 2526                    |

Mit 2451 Einwohnern (Stand 31. Dezember 2023) gehört Mümliswil-Ramiswil zu den mittelgrossen Gemeinden des Kantons Solothurn. Davon wohnen rund 400 Personen in Ramiswil. Von den Bewohnern sind 93,5 % deutschsprachig, 2,7 % sprechen Serbokroatisch und 1,4 % Albanisch (Stand 2000).
Die Bevölkerungszahl von Mümliswil-Ramiswil belief sich 1850 auf 1580 Einwohner und 1900 auf 1820 Einwohner. Im Verlauf des 20. Jahrhunderts stieg die Bevölkerungszahl bis 1960 kontinuierlich auf 2714 Personen an. Aufgrund der Wirtschaftskrise kam es während der 1970er Jahre zu einer starken Abwanderung, die Bevölkerung nahm bis 1980 um 12 % auf 2386 Personen ab. Seither wurde wieder eine leichte Bevölkerungszunahme verzeichnet.

## Wirtschaft
Mümliswil-Ramiswil war früher ein vorwiegend durch die Landwirtschaft geprägtes Dorf. Schon früh entwickelten sich jedoch verschiedene Gewerbezweige. Bereits 1562 wurde in Mümliswil eine Papiermühle gegründet, die ihren Betrieb um 1840 einstellte. Aus dieser Papierfabrik ging eine Kartenfabrik hervor (Fabrikation von Spielkarten). Während des 19. Jahrhunderts erlangte die Posamenterei, die zunächst vor allem in Heimarbeit, später auch in einer Bandfabrik betrieben wurde, eine wichtige Bedeutung. Eine 1783 gegründete Kammmacherei entwickelte sich gegen Ende des 19. Jahrhunderts zur bedeutendsten Arbeitgeberin der Gemeinde. Allerdings wurden die Fabrikgebäude am 15. September 1915 durch eine Explosionskatastrophe zerstört, bei der 32 Beschäftigte den Tod fanden.
Wegen des grossen Gemeindegebiets haben der Ackerbau und der Obstbau (in den tieferen Lagen) sowie die Milchwirtschaft und die Viehzucht noch heute einen wichtigen Stellenwert in der Erwerbsstruktur der Bevölkerung. Zahlreiche weitere Arbeitsplätze sind im lokalen Kleingewerbe und im Dienstleistungssektor vorhanden. In Mümliswil sind heute Betriebe des Baugewerbes, der Kunststoffverarbeitung, der Elektrobranche, der Möbelindustrie, Unternehmen der Filter- und Membrantechnik und verschiedene Handelsfirmen vertreten.
In den letzten Jahrzehnten hat sich das Dorf auch zu einer Wohngemeinde entwickelt. Ausgedehnte neue Wohnquartiere entstanden an den sonnenreichen Südhängen auf beiden Seiten des Limmerentals. Viele Erwerbstätige sind deshalb Wegpendler, die hauptsächlich in der Region Balsthal sowie in den grösseren Ortschaften am Jurasüdfuss arbeiten.

## Verkehr

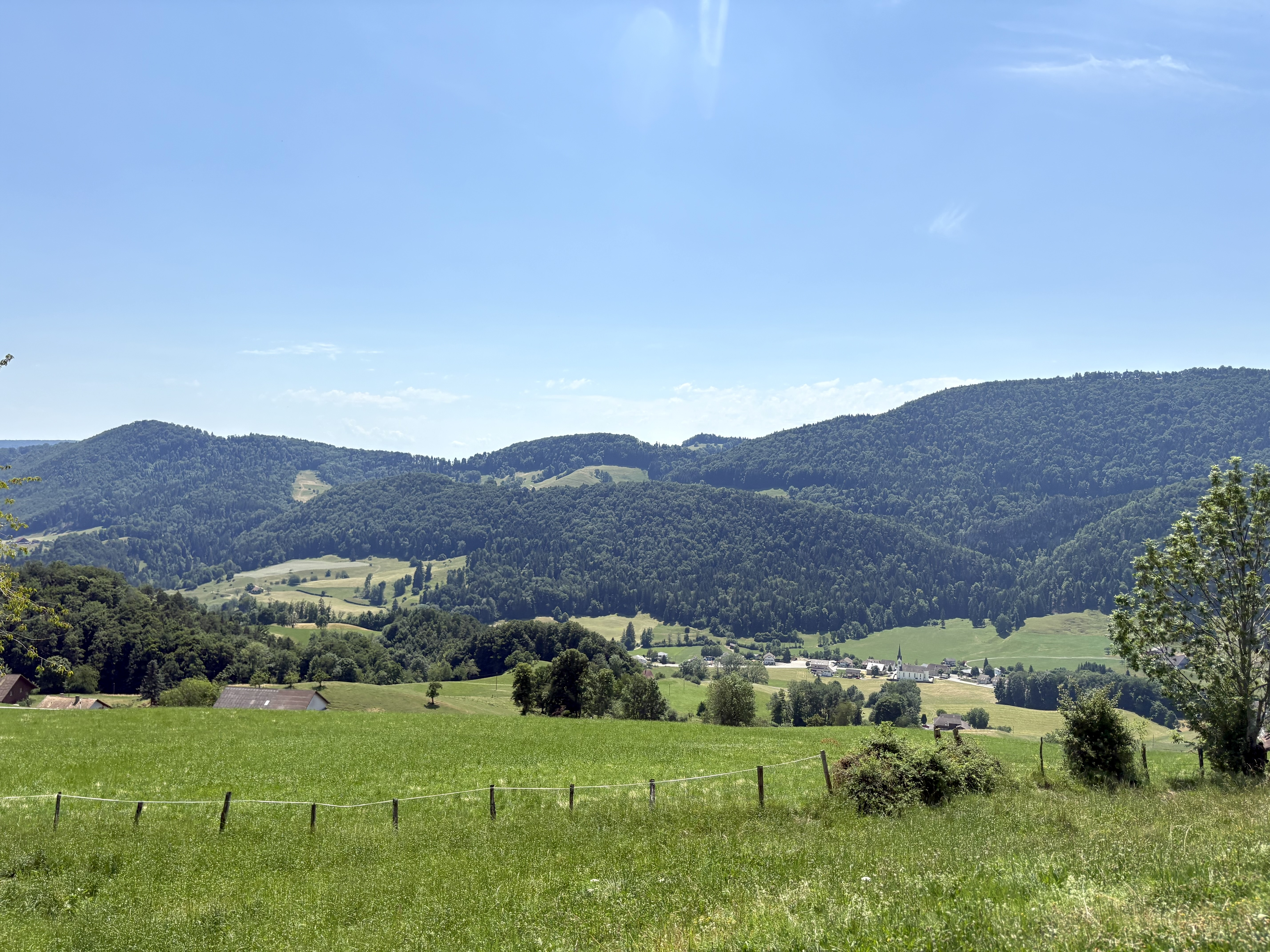
Blick auf Ramiswil am Passwang

Die Gemeinde liegt zwar relativ abgeschieden, trotzdem ist sie verkehrsmässig recht gut erschlossen. Sie liegt an der Hauptstrasse von Oensingen via Balsthal und den Passwang ins Laufental und nach Basel. Der nächste Anschluss an die Autobahn A1 (Bern-Zürich) befindet sich rund 8 km vom Ortskern entfernt. Durch einen Postautokurs, welcher die Strecke von Balsthal nach Ramiswil bedient und teilweise bis auf die Passhöhe der Passwangstrasse fährt, ist die Gemeinde an das Netz des öffentlichen Verkehrs angeschlossen.
1874 begannen zwischen Reigoldswil und Mümliswil die Bauarbeiten für das Eisenbahnprojekt Wasserfallen, das jedoch scheiterte. Die Arbeiten wurden bereits im September 1875 wieder eingestellt. Vom Bahnbau sind in Mümliswil noch immer eindrückliche Spuren erhalten. Das vollendete Eisenbahntrassee und Bahnhofsgelände, an dieses noch der Strassenname "Linie" erinnert, ist zwischen dem eingestürzten Mundloch und dem Rickenbach auf 500 m Länge erhalten. Ein grosser Teil der Limmernkorrekturen durch das Dorf stammen vom Bahnbau. Das Spital aus der Bauzeit ist als Wohnhaus noch erhalten. Ausserdem sind auf Mümliswiler Seite drei senkrechte Schächte zum Bahnbau im Gelände sichtbar, die 1881 zugeschüttet worden sind. Über dem vollendeten Voreinschnittsstollen kam es im 20. Jahrhundert immer wieder zu Einstürzen. Der Schacht Nr. 4, der Hauptschacht Mümliswil, ist heute fälschlicherweise als "Belüftungsschacht" bezeichnet.

## Geschichte
Die beiden Dörfer Mümliswil und Ramiswil wurden vermutlich von den Alemannen im 7. und 8. Jahrhundert nach Christus gegründet. Die erste urkundliche Erwähnung von Mümliswil erfolgte 1145 unter dem Namen Mumliswilre. Später erschienen die Bezeichnungen Mumeliswile (1194), Mivmeliswile (1258), Mumbliswile (1260) und Mümliswile (1305). Dieser Ortsname geht auf den althochdeutschen Personennamen Munwalt zurück und bedeutet demnach beim Gehöft des Munwalt. Nur zwei Jahre später als die erste Nennung von Mümliswil ist Rammolswlare 1147 erstmals in den Urkunden belegt. Danach erschienen die Schreibweisen Rammolswilare (1152), Ramolwire (1194) und Ramiswil (1372), womit die Hofsiedlung des Hrabanwalt gemeint ist.
Seit dem 11. Jahrhundert gehörten Mümliswil und Ramiswil zum Buchsgau und unterstanden deshalb zunächst dem Bistum Basel, bevor sie im 12. Jahrhundert als Lehen an die Grafen von Frohburg kamen. Später gelangten die Dörfer unter die Herrschaft Neu-Falkenstein, die im Jahr 1420 mit allen Rechten von Solothurn gekauft wurde. Mümliswil und Ramiswil wurden der Landvogtei Falkenstein und dem Gerichtsort Balsthal zugeordnet.
Nach dem Zusammenbruch des Ancien Régime (1798) wurden beide Dörfer dem Bezirk Balsthal-Thal zugeteilt. Durch sein Gewerbe (Kammmacherei, Posamenterei) erlebte Mümliswil im 19. Jahrhundert einen gewissen Wohlstand. Seit alters her bildeten Mümliswil und Ramiswil eine politische Einheit. In Ramiswil gab es allerdings Bestrebungen, sich von Mümliswil zu lösen, was jedoch in einer Abstimmung 1834 in beiden Dörfern abgelehnt wurde.

## Sehenswürdigkeiten

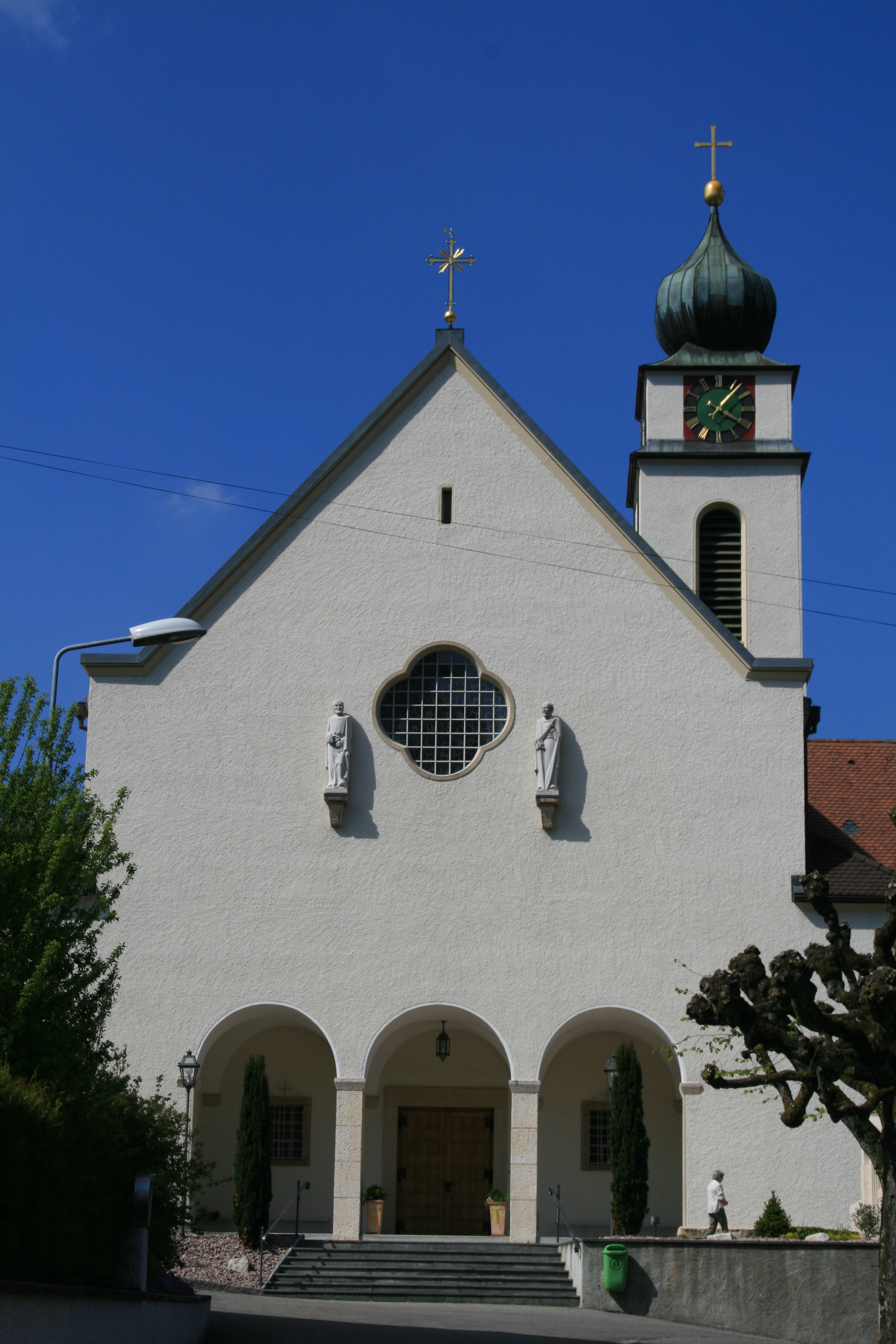
St. Martin

- Seit 1991 befindet sich in Mümliswil das Schweizerische Haar- und Kammmuseum. Neben Werkzeugen und Dokumenten aus der 1990 aufgegebenen Kammfabrik von Mümliswil zeigt es Kämme aller Art und verschiedenen Haarschmuck.
- Am 1. Juni 2013 wurde – initiiert von der Guido Fluri Stiftung – im ehemaligen genossenschaftlichen Kinderheim der Schweizer Coop die Erste nationale Gedenkstätte für Heim- und Verdingkinder eröffnet. Das Haus wurde 1938–39 vom Schweizer Bauhausarchitekten Hannes Meyer als Erholungs- und Ferienheim gebaut und steht heute unter Denkmalschutz.[8]
- In Ramiswil ist eine Mühle aus dem ausgehenden 16. Jahrhundert mit reich verzierter Giebelfront erhalten.

### Kirchen
Die Sankt-Martins-Kirche in Mümliswil geht im Kern auf einen mittelalterlichen Bau zurück. Ihre heutige Gestalt erhielt die katholische Pfarrkirche beim Neubau 1932. Aus dem Vorgängerbau wurden die barocken Altäre integriert; in einer Seitenkapelle befindet sich der Wendelinsaltar. Von 1869 stammt die Kirche Sankt Nikolaus. In Ramiswil, das seit 1856 eine eigene Pfarrei bildet, steht die 1869 erbaute katholische Pfarrkirche Sankt Urs und Viktor. Auf dem Gemeindegebiet befinden sich verschiedene Kapellen, nämlich die Fatima-Kapelle (1957) in Reckenchien, die moderne Heiligblutkapelle am Passwang, die Kirschenhofkapelle aus dem 17. Jahrhundert, die Sankt Josefskapelle (1905) im Limmerental und die Sankt Wendelinskapelle (von 1672).

## Wappen
Blasonierung
Gespalten von Gelb mit schwarzem Bischofsstab, die rechtsgewendete Krümmung besteckt mit Initiale M und von zweimaliger Teilung von Schwarz, Weiss und Rot
Die Farben Schwarz-Weiss-Rot gehen in umgekehrter Reihenfolge auf das Wappen der Freiherren von Bechburg zurück, das heute auch als Wappen des Bezirks Gäu dient.

## Bilder

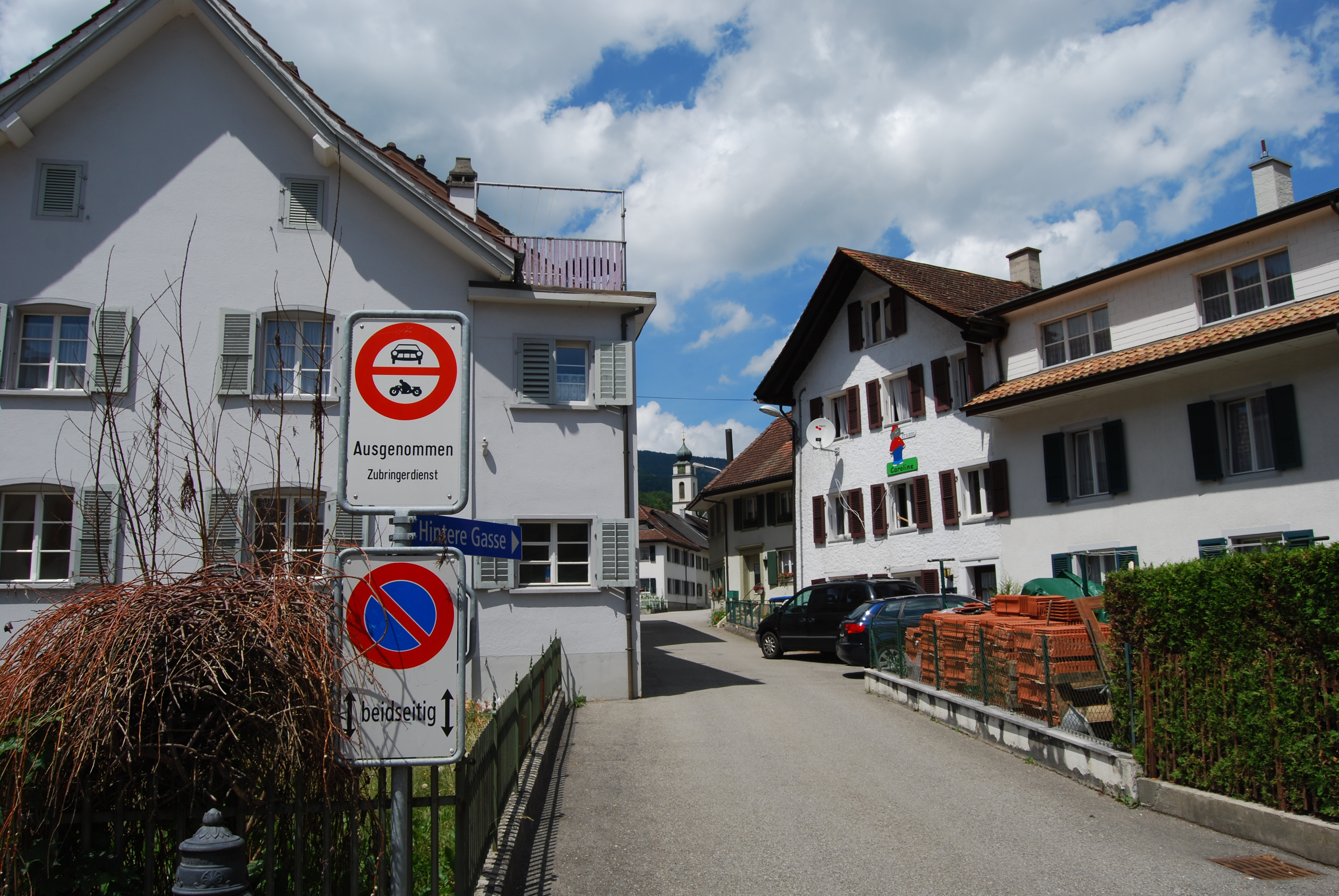
Dorfzentrum von Mümliswil
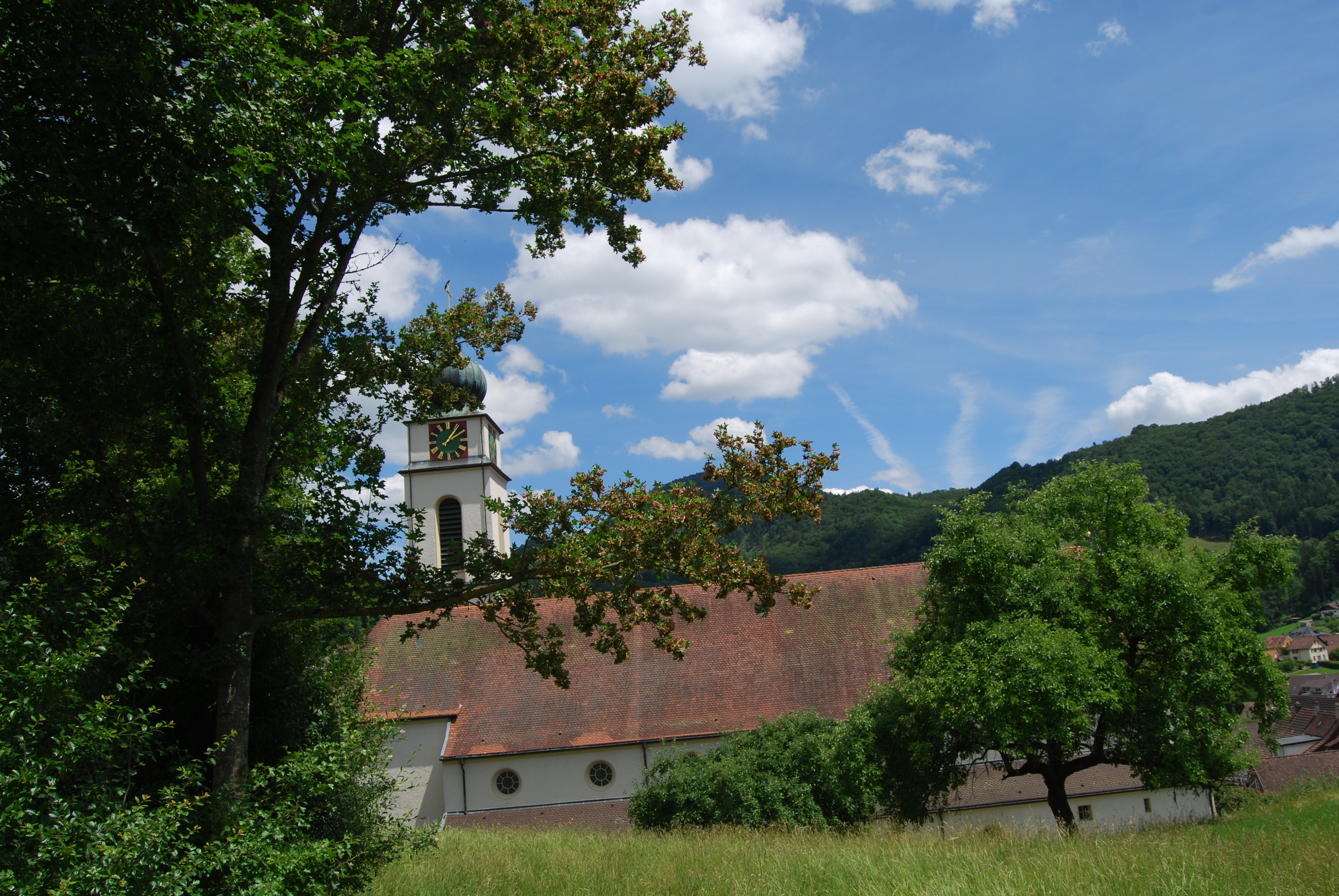
Kirche von Mümliswil
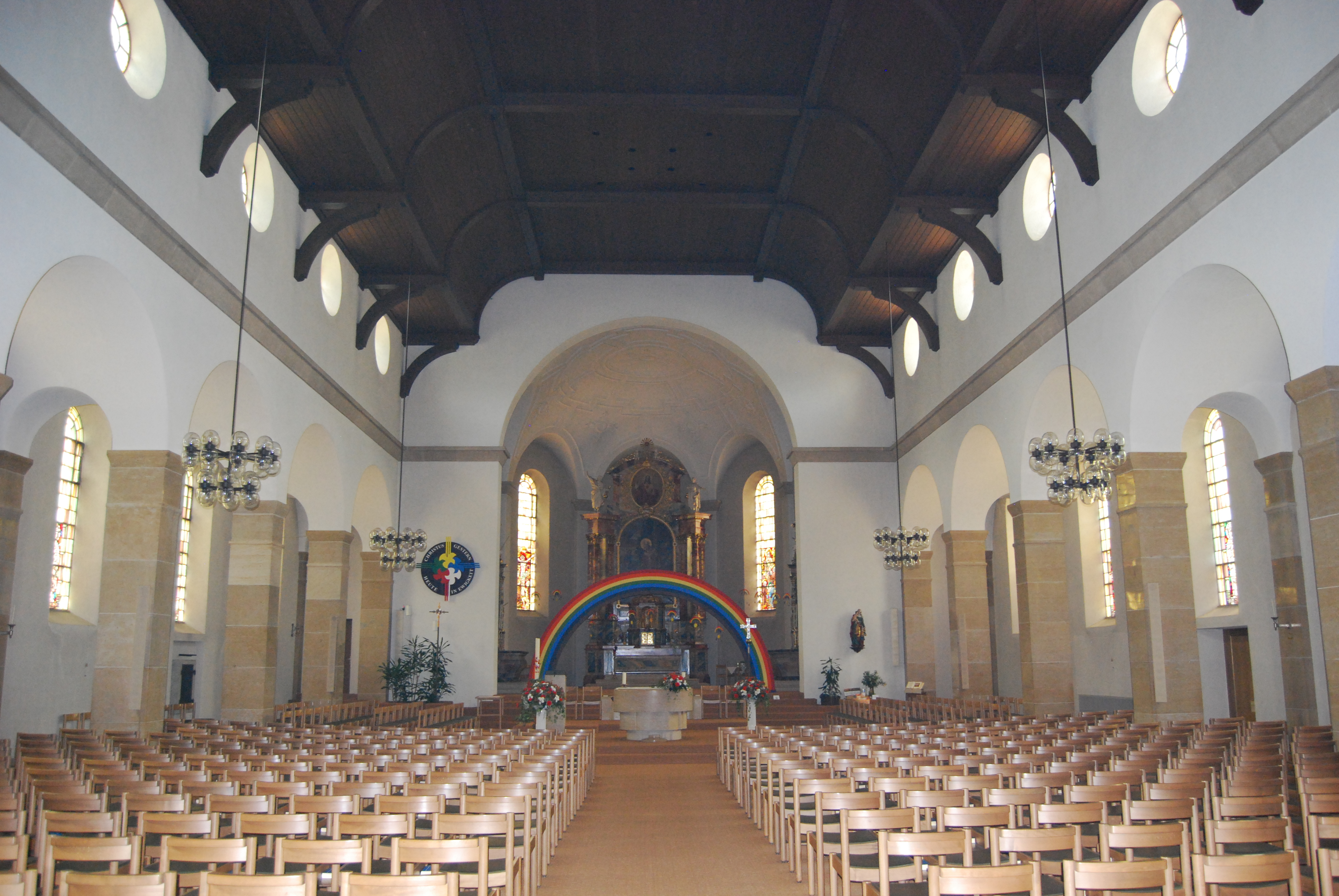
Innenansicht der Kirche von Mümliswil
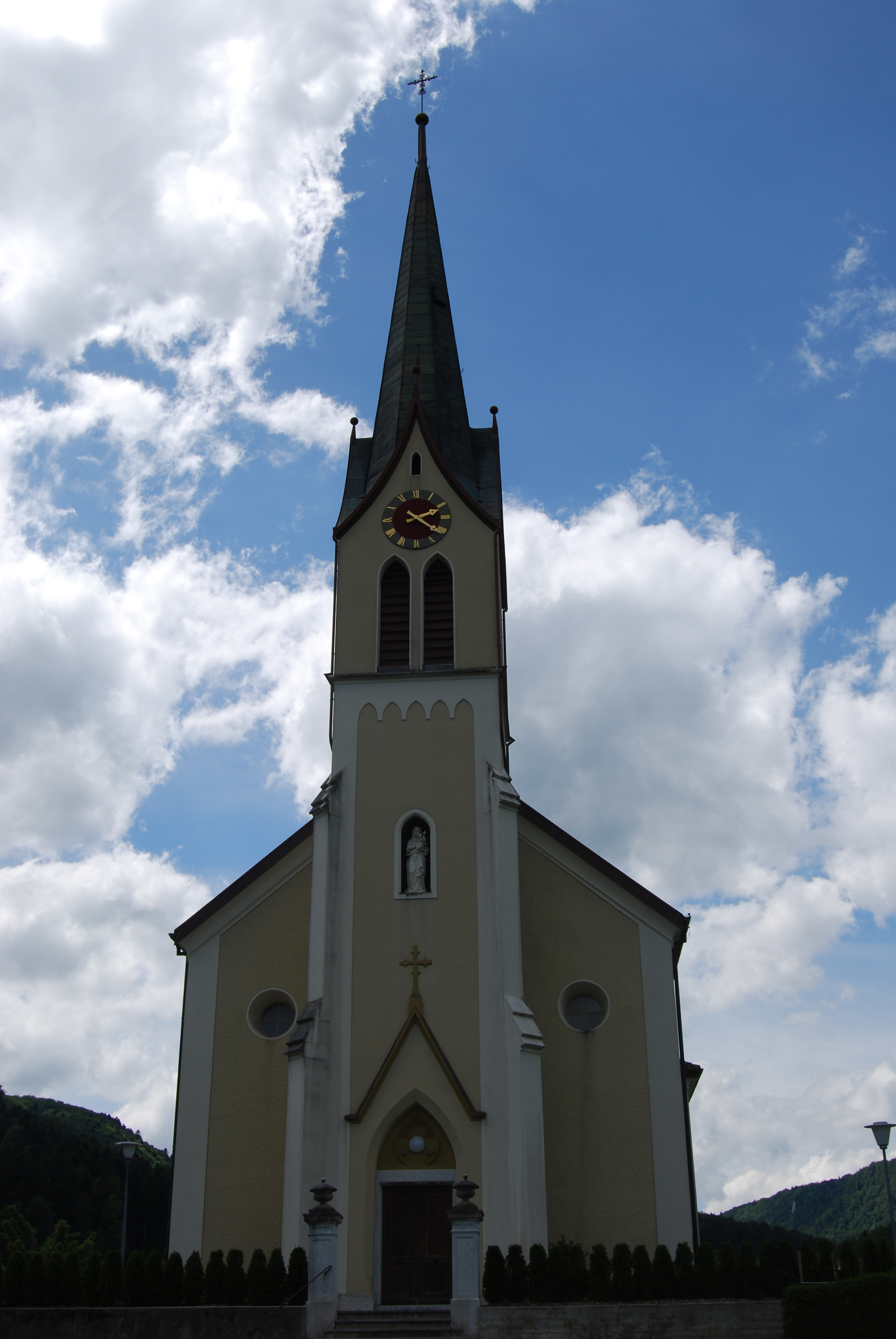
Kirche von Ramiswil
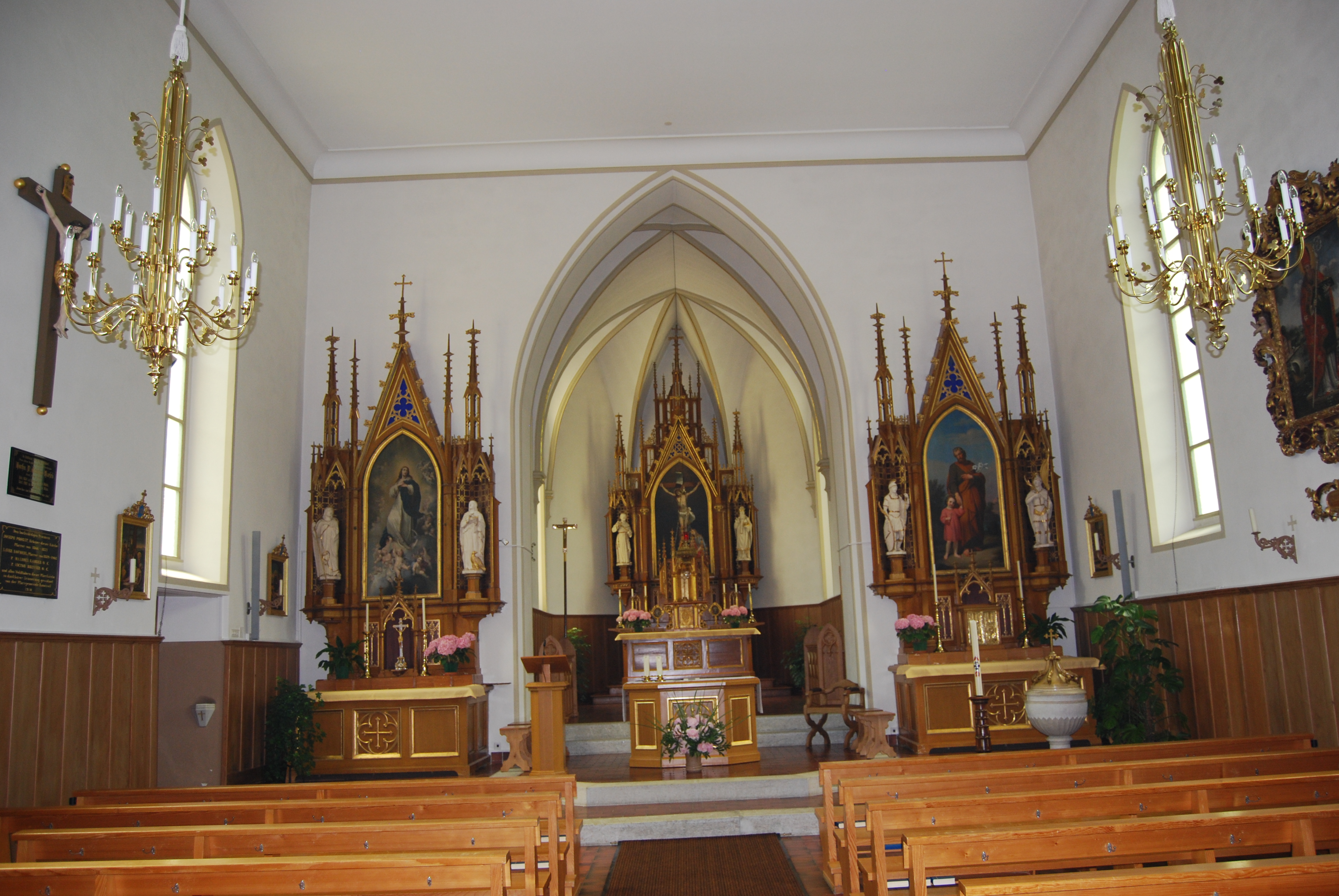
Innenansicht der Kirche von Ramiswil

## Söhne und Töchter der Stadt
- Johann Baptist Brosi (1791–1852), katholischer Priester, Lehrer und Historiker
- Wolfgang Strähl (1807–1872), Pianofortemacher, Mitglied des Bundes der Geächteten
- Otto Walter (1889–1944), Verleger, Redakteur, Schriftsteller und Politiker
- Elvira Bader (* 1955), Pädagogin, Landwirtin und Politikerin
- Samuel Walser (* 1992), Eishockeyspieler